# Enrico Colosimo
Enrico Colosimo (Catanzaro, 9 gennaio 1921 – Roma, 13 maggio 2002) è stato un regista e sceneggiatore italiano di teatro, televisione, opera lirica e radio.

## Biografia
Nato a Catanzaro, città nella quale il padre, giornalista a Buenos Aires, si era trasferito nel 1915 all'indomani dell'entrata dell'Italia nel primo conflitto mondiale, ancora giovanissimo si trasferisce a Firenze, che rimarrà per sempre la sua città di elezione. Debutta nel 1953, con la messa in scena al teatro La Fenice dell'opera lirica Partita a pugni di Vieri Tosatti. Nel 1958 dirige per la RAI l'episodio L'uomo che leggeva nel futuro, spettacolo di prosa inserito nel ciclo Il teatro dei ragazzi.
La decisione di intraprendere la carriera artistica nasce subito dopo aver conseguito la Laurea in Scienze Politiche a Firenze con la frequentazione del Corso di recitazione dell'Accademia Nazionale d'Arte Drammatica.
Prima di iniziare la sua attività, Colosimo è stato per 5 anni aiuto regista lavorando, tra gli altri, con Tatiana Pavlova, Guido Salvini, Luciano Salce, Giorgio Strehler, Orazio Costa, Gustaf Gründgens.
L'attività di regista di Colosimo è quindi iniziata nel 1953 con la messa in scena al teatro La Fenice, nell'ambito del Festival veneziano, dell'opera lirica Partita a pugni di Vieri Tosatti in prima assoluta. Dopo aver svolto tanti anni di intensa attività di regista, soprattutto radiofonico e televisivo, Colosimo continua a sentirsi legato all'opera lirica. « Non è un fatto nostalgico il mio - tiene a chiarire - né tanto meno vuol significare una mia predilezione per il melodramma. Tutt'altro: è la constatazione di un fatto obiettivo, un fatto che si può criticare, o magari anche rinnegare ma che tuttavia esiste. È il fatto è che l'opera lirica "costringe" il pubblico a teatro: segno che esiste un aggancio preciso con il pubblico. E questo lo si giudichi come si vuole, è un dato di fatto. Ed è perciò che io, pur dando le mie preferenze alla musica sinfonica e a quella da camera, ho fatto e farò ancora regie di opere liriche».
Ma Colosimo è stato regista anche nel repertorio del teatro di prosa. Ed anche in questo senso le sue idee sono state molto chiare: « Oggi in teatro si è giunti ad una svolta decisiva e pericolosa. Si avverte l'esigenza di trovare una chiave nuova nel senso della ricerca del linguaggio. Ciononostante ho fatto e faccio del teatro, e lo faccio molto volentieri proprio perché mi dà la possibilità della ricerca di questo linguaggio».
Di questa specifica preparazione, nonché del suo appassionato impegno, sono testimonianza i numerosi testi di prosa messi in scena in circa un trentennio di attività: da Ferrovia sopraelevata di Dino Buzzati (Teatro delle Novità di Bergamo, 1955) a Creatura umana di Vittorio Calvino (Teatro Stabile di Napoli, 1957) a Proibito di Tennessee Williams e La voce umana di Jean Cocteau (Auditorium comunale di Ferrara, 1959) a Lo scoiattolo di Diego Fabbri (Teatro nuovo di Milano, Teatro Eliseo di Roma, Teatro La Pergola di Firenze, Teatro Carignano di Torino, 1963) a Donadieu di Fritz Hochwaelde, allestito nell'estate del 1959 a Bergamo Alta nella famosa Piazza Vecchia.
Parallelamente continua l'attività come regista di teatro d'opera: Beatrice di Tenda di Bellini (1964) e La forza del destino di Verdi (1965) a La Fenice di Venezia; La bohème di Puccini (1957) e Mosé di Rossini (1958) all'Opera di Roma; I pescatori di perle di Bizet (1959) al Regio di Parma; La gita in campagna di Mario Peragallo (1954) alla Scala di Milano; Tosca di Puccini (1966) e Cavalleria rusticana di Mascagni (1967) all'Arena di Verona, Manon Lescaut (1966), Gianni Schicchi e Il Tabarro (1964), Madame Butterfly (1971) di Puccini al Teatro Comunale di Firenze; Il prigioniero e Job di Dallapiccola (1969) e Il castello di Barbablù di Bèla Bartòk (1972) al San Carlo di Napoli; e moltissime altre regie a Bologna, Pisa, Torino, nonché alcuni spettacoli allestiti per il Festival internazionale di Venezia, la Settimana musicale senese, il Festival autunnale dell'opera lirica di Bergamo. 
Alla regia televisiva Colosimo è approdato nel 1956, con I tesori del cielo di Cedric Wallis, protagonista Laura Carli. Le regie televisive di Colosimo sono state numerose durante gli anni dei famosi "Venerdì di prosa": I padri nemici di Charles Vildrac e Nessun è solo di Luigi Candoni (premio Rai per originali televisivi, 1959), Bilancio di una vita di Heinrich Böll (1962), Una partita a carte con lo zio Tom di Robert Sherriff (1962), Espresso per San Francisco di Tito Guerrini (libera riduzione da Travelogue di Ring Lardner, 1964), Tavole separate di Terence Rattigan (1967), Memorandum di Vaclav Havel (1969), I giusti di Albert Camus (1970), Viaggio di ritorno di Giuseppe Cassieri (1971); Tristi amori di Giuseppe Giacola (1972), Delitto all'isola delle capre di Ugo Betti (1978), La Scoperta di Morniel Mathaway di William Tenn (1982). Ha inoltre diretto, sempre per la televisione, diverse trasmissioni musicali (Invito al valzer) e programmi culturali tra cui Il Dürer in Italia (1972) e Il Vittoriale oggi (1976).
Questa è stata la sua opinione sulla televisione, molto chiara come per le altre forme di spettacolo: «Credo alla televisione come fatto artistico, più per quello che potrebbe dare che non per il modo in cui viene attualmente utilizzato lo spettacolo televisivo. La televisione, comunque, è un fenomeno di enorme portata sociale, ha cioè un aggancio straordinario con il pubblico: ha condizionato e condiziona la vita familiare, e quindi bisogna prenderla sul serio».
Altrettanto feconda e impegnata l'attività di Colosimo come regista radiofonico. "Per me la radio - afferma - è un fatto culturale di prim'ordine. Non è affatto sorpassata, insomma, come si dice da più parti: è un po' come leggere un determinato testo con senso critico. E la regia radiofonica deve dare all'ascoltatore il senso esatto del testo". 
Tra le principali regie radiofoniche di Colosimo vanno ricordate Notturno di Obrenovic (1958), Duello all'americana in miniera di Riccardo Baccelli (1962), Francillon di Alexandre Dumas figlio (1962), L'alcalde di Zalamea di Pedro Calderón de la Barca (1964), Marco Visconti di Tommaso Grossi (1965), Tre camerati di Erich Maria Remarque (sceneggiatura di Tito Guerrini, 1968), Un'avventura a Budapest di Ferenc Körmendi (1969), Concerto per quattro voci di Heinrich Böll (1970), Caligola di Albert Camus (1980).
Colosimo, infine, ha tenuto la cattedra all'Accademia Antoniana d'Arte Drammatica di Bologna (corso sulla regia televisiva) ed è stato titolare della cattedra d'arte scenica e di storia del teatro al Conservatorio di Musica di Ferrara "Frescobaldi" e di Firenze "Cherubini".

## Teatro d'opera

l'esordio con l'Opera Partita a pugni (Venezia, Teatro La Fenice 1953)

- Partita a pugni di Vieri Tosatti - Teatro La Fenice Venezia (1953)
- La gita in campagna di Mario Peragallo, scenografo Renato Guttuso (libretto di Alberto Moravia) - teatro alla Scala Milano (1954)
- La sonnambula di Vincenzo Bellini (1957)
- La bohème di Giacomo Puccini - teatro dell'Opera di Roma, prima rappresentazione 20 febbraio 1958
- La rondine di Giacomo Puccini- Teatro San Carlo (1958)
- I pescatori di perle di Giuseppe Verdi - teatro Regio di Parma (1959)
- La forza del destino di Giuseppe Verdi - Teatro La Fenice Venezia, prima rappresentazione 4 maggio 1960
- Tosca di Giacomo Puccini - Teatro Comunale di Bologna, prima rappresentazione 23 dicembre 1960
- Maria di Rohan di Gaetano Donizetti - teatro Donizetti Bergamo (1961)
- Il Trovatore di Giuseppe Verdi - Teatro La Fenice Venezia (1963)
- Beatrice di Tenda di Vincenzo Bellini - Teatro La Fenice Venezia (1964)
- Il Tabarro di Giacomo Puccini - Teatro Comunale di Firenze (1964)
- Gianni Schicchi di Giacomo Puccini - Teatro Comunale di Firenze (1964)
- La forza del destino di Giuseppe Verdi Teatro La Fenice Venezia (1965)
- Tosca di Giacomo Puccini - Arena di Verona (1966)
- Manon Lescaut di Giacomo Puccini - Teatro Comunale di Firenze (1966)
- Cavalleria rusticana di Pietro Mascagni - Arena di Verona (1967)
- Il matrimonio segreto di Domenico Cimarosa (1967)
- Adriàna Lecouvrer di Francesco Cilea (1968)
- Il barbiere di Siviglia di Gioacchino Rossini (1968)
- Il prigioniero e Job di Luigi Dallapiccola - Teatro San Carlo di Napoli (1969)
- Madama Butterfly di Giacomo Puccini - Teatro Comunale di Firenze (1971)
- Il castello di Barbablù di Bèla Bartòk - Teatro San Carlo di Napoli (1972)
- Rigoletto di Giuseppe Verdi (1973)
- Don Pasquale di Gaetano Donizetti (1974)
- Elisir d'amore di Gaetano Donizetti (1974)
- L'incoronazione di Poppea di Claudio Monteverdi (1980)

## Prosa televisiva
- I tesori del cielo di Cedric Wallis, trasmesso il 21 febbraio 1956.

Personaggi e Interpreti: Weston: Lucio Rama; Andrew Carne: Gualtiero Rizzi; Mary Burnham: Laura Carli
- I padri nemici, trasmesso il 29 aprile 1956.

Personaggi e Interpreti: Arturo: Alvaro Alvisi; Cristina: Giovanna Caverzaghi; Hilarion: Luigi Pavese
- L'età delle attrici, trasmesso il 29 gennaio 1957.

Personaggi e Interpreti: Carlo Roche: Fabrizio Mioni; La Signora Pace: Laura Solari; Signora Prest: Nietta Zocchi
- Nessun è solo di Luigi Candoni, trasmesso nel 1959.

- Pigrizia, trasmesso il 18 marzo 1960.

Personaggi e Interpreti: Pancrazio: Mario Scaccia; Angela: Lida Ferro; Euclide: Vittorio Congia
- La coda della volpe di Alfio Berretta e di Vittorio Tocci, trasmesso il 19 agosto 1960.

Personaggi e Interpreti: Carmelita: Paola Quattrini; Donna Rosita: Ave Ninchi; Massaro Blasi: Sandro Merli; Minico: Lando Buzzanca; Saro: Carlo Giuffrè
- Giorgio e Margherita, trasmesso il 18 novembre 1960.

Personaggi e Interpreti: Alice Smith: Laura Carli; Claudio Smith: Nando Gazzolo; Gladys: Luisa Rivelli; Ruggero Trampton: Mario Valdemarin
- Si arrende a Bach di Belisario Randone, trasmesso il 6 settembre 1961.

Personaggi e Interpreti: Gastone Mazzotti: Ernesto Calindri; Ginevra Mazzotti: Lauretta Masiero; Silvio Bernardi: Warner Bentivegna
- Questa o quella, trasmesso l'11 ottobre 1961.

Personaggi e Interpreti: Castaldini: Gianrico Tedeschi; Francesca: Bianca Toccafondi; Trifaldi: Gianni Agus
- La persona giusta, trasmesso l'11 febbraio 1962.

Personaggi e Interpreti: Hans Rasmussen: Tino Carraro; Jorgen Jorgersen: Luciano Alberici; Martha Jorgersen: Maria Grazia Marescalchi
- L'incorruttibile di Hugo von Hofmannsthal, trasmesso il 9 marzo 1962.

Personaggi e Interpreti: Jaromir: Nando Gazzolo; La Baronessa: Wanda Capodaglio; Teodoro: Ennio Balbo
- I fiori non si tagliano, trasmesso il 26 agosto 1962.

Personaggi e Interpreti: Lilly: Luisa Rivelli; Alfred: Vittorio Manfrino; il Principe: Gianni Mantesi
- Tre giorni d’estate, trasmesso il 23 settembre 1962.

Personaggi e Interpreti: Luciana: Luisa Rivelli; Dario Silenti: Carlo Romano; Giulia Claudini: Franca Valeri; Paolo Claudini: Franco Volpi
- Una partita a carte con lo zio Tom di Robert Cedric Sherriff, trasmesso il 9 novembre 1962.

Personaggi e Interpreti: Lo Zio Tom: Mario Scaccia; il Direttore: Carlo Romano; Jack Marsh: Gianni Agus; Sovraintendente Martin: Ernesto Calindri
- ... e Giove ride, di A. J. Cronin, trasmesso il 1º febbraio 1963.

Personaggi e Interpreti: Albert Chivers: Carlo Romani; Fanny: Tina Lattanzi; George Thoroggod: Silvano Tranquilli; Jennie: Mariolina Bovo; Martha: Miranda Campa; Paul Venner: Giancarlo Sbragia
- Bilancio di una vita di Heinrich Böll, trasmesso il 20 maggio 1963.

Personaggi e Interpreti: Clara: Laura Carli; Kramer: Otello Toso; Lorenz: Davide Montemurri
- L'assassino, trasmesso il 15 agosto 1963.

Personaggi e Interpreti: Isabella: Lauretta Masiero; Corrado: Lino Troisi; Peter: Dino Peretti
- Questione di soldi di Alexandre Dumas figlio, trasmesso il 4 ottobre 1964.

Personaggi e Interpreti: Cajolle: Ennio Balbo; Contessa Savelli: Luisa Rivelli; Jean Giraud: Orazio Orlando; Domestico: Dino Peretti
- Il biglietto vincente di Georg Kaiser, trasmesso il 2 dicembre 1964.

Personaggi e Interpreti: Ossian Balvesen: Ennio Balbo; Jenny: Evi Maltagliati; Sven: Giancarlo Fantini; Vetturale: Dino Peretti
- Espresso per San Francisco di Tito Guerrini, trasmesso nel 1964.

- Il tenente Fritz, trasmesso il 10 marzo 1965.

Personaggi e Interpreti: Fritz: Umberto Orsini; Elena: Tina Lattanzi; Von Drosse: Nino Pavese; Von Hallepfort: Gianni Garko; Stefano: Omero Gargano
- Le ombre della sera, trasmesso il 24 agosto 1965.

Personaggi e Interpreti: Marthe: Anna Miserocchi; Niette: Cesarina Cecconi; Thérèse: Elena Cotta
- Corrado il tenente di Carl Spitteler, trasmesso nel 1965.

- Il terzo visitatore di Gerald Anstruther, trasmessa il 24 agosto 1966.

Personaggi e Interpreti: Vera Kurton: Luisa Rivelli; Bill Millington: Renzo Montagnani; James Oliver: Manlio Busoni; Richard Carling: Lino Troisi
- Morte di un vicino di Elaine Morgan, trasmessa il 13 agosto 1967.

Personaggi e Interpreti: Baker: Enzo Garinei; Brad Foster: Massimo Serato; Hagen: Mario Colli; Murdoch: Paolo Ferrari; Giornalista: Omero Gargano
- Tavole separate (1º episodio, La tavola accanto alla finestra) di Terence Rattigan, trasmessa il 31 ottobre 1967.

Personaggi e Interpreti: Miss Cooper: Valeria Valeri; Lady Matheson: Tina Lattanzi; Mr Malcolm: Nando Gazzolo; Miss Meacham: Wanda Capodaglio; Mrs. Shankland: Eleonora Rossi Drago
- Tavole separate (2º episodio, La tavola numero sette) di Terence Rattigan, trasmessa il 5 novembre 1967.

Personaggi e Interpreti: Miss Cooper: Valeria Valeri; Lady Matheson: Tina Lattanzi; Maggiore Pollock: Ernesto Calindri; Miss Meacham: Wanda Capodaglio; Sibyl: Franca Nuti
- Per non somigliarti di Massimo Dursi, trasmessa nel 1967.

- Memorandum di Václav Havel, trasmessa il 15 febbraio 1969 (nell'ambito della rassegna "Teatro del Disgelo").

Personaggi e Interpreti: Balas: Giulio Girola; Gross: Ennio Balbo; Helena: Marisa Fabbri
- Il sorriso della Gioconda di Aldous Huxley, trasmessa il 16 dicembre 1969.

Personaggi e Interpreti: Henry Hutton: Nando Gazzolo; Doris Mead: Raffaella Carrà; Dr Libbard: Andrea Checchi; Janet Spence: Anna Miserocchi; Generale Spence: Cesare Polacco; Secondino: Dino Peretti; Infermiera Braddock: Cesarina Gheraldi; Clara, cameriera degli Hutton: Tina Maver; Maid, cameriera degli Spence: Iris De Sanctis
- I giusti di Albert Camus, trasmessa il 1º settembre 1970.

Personaggi e Interpreti: Alexis: Giuseppe Pambieri; Boris: Piero Nuti; Dora: Lucia Morlacchi; Skouratov: Tino Carraro; Yanek: Giulio Bosetti
- Quando la luna è blu (The Moon Is Blue) di Hugh F. Herbert, trasmessa il 29 gennaio 1971.

Personaggi e Interpreti: Davide Slater: Nando Gazzolo; Donald Gresham: Mariano Rigillo; Patty O’Neill: Paola Quattrini
- Tosca di Victorien Sardou, trasmessa il 28 maggio 1971.

Personaggi e Interpreti: Tosca: Ilaria Occhini; Eusebio: Enzo Garinei; Gennarino: Vittorio Guerrieri; Colonnetti: Omero Gargano
- Tristi amori di Giuseppe Giacosa, trasmessa il 25 agosto 1972.

Personaggi e Interpreti: Emma: Lucilla Morlacchi; Ettore Arcieri: Ernesto Calindri; Giulio Scarli: Giulio Bosetti
- L'estro del poeta di Eugène O'Neill, trasmessa il 2 novembre 1973.

Personaggi e Interpreti: Cornelius Melody: Arnoldo Foà; Dan Roche: Omero Gargano; Jamie Gregan: Ennio Balbo; Nicholas Gadsby: Tino Bianchi; Sara Melody: Micaela Esdra
- L'intrigo e l'amore (Luisa Miller) di Friedrich Schiller, trasmessa il 29 giugno 1973.

Personaggi e Interpreti: Luisa: Micaela Esdra; Miller: Ennio Balbo; Von Walter: Silvano Tranquilli; Ferdinando: Giancarlo Zanetti
- Roma di Aldo Palazzeschi, trasmessa il 12 luglio 1974.

Personaggi e Interpreti: Alberto: Osvaldo Ruggeri; Conte Gelsomino: Tino Bianchi; Duchessa D’Ascoli: Tina Lattanzi; Gherardo: Warner Bentivegna; Maria Adelaide: Mariolina Bovo
- Il colpevole di Terence Frisby, trasmessa il 10 gennaio 1975.

Personaggi e Interpreti: Gillian: Marilena Possenti; Ispettore: Silvano Tranquilli; Joan: Marisa Belli; Keith: Aldo Massasso; Paul Johnson: Mario Colli; Sergente: Omero Gargano
- Quello che prende gli schiaffi di Leonid Nicolàevic Andreev, trasmessa il 4 giugno 1976.

Personaggi e Interpreti: Quello: Giancarlo Zanetti; Brikè: Mario Colli; Ruth: Grazia Maria Spina; Conte Mancini: Ennio Balbo; Polly: Sergio Tardioli; Visitatore: Aldo Massasso; Tomaso: Enzo Visconti
- La fine del viaggio, trasmessa nel 1977.

- Delitto all'isola delle capre di Ugo Betti, trasmessa il 7 ottobre 1978.

Personaggi e Interpreti: Agata: Anna Miserocchi; Angelo: Franco Graziosi; Edoardo: Tony Maestri; Silvia: Micaela Esdra
- La grande rabbia di Philipp Hotz di Max Frisch, trasmessa il 11 febbraio 1979.

Personaggi e Interpreti: Clarissa: Maria Grazia Spina; Doganiere: Enzo Garinei; Philipp Hotz: Giancarlo Zanetti; Wilfrid: Aldo Massasso
- La Scoperta di Morniel Mataway di William Tenn, trasmessa il 17 luglio 1982 (nell’ambito della rassegna "Il fascino dell'insolito").

Interpreti: Ivana Monti; Franco Graziosi: Warner Bentivegna; Adriana Innocenti; Mario Colli (voce narrante)

## Radio
- Notturno (1958)
- L'accusatore pubblico (1959)
- Io e la tromba (1960)
- Vecchia guardia (1960)
- Il testimone indesiderato (1961)
- La Veneziana (1961)
- Duello all'americana in miniera di Riccardo Baccelli (1962)
- Francillon di Alexandre Dumas figlio (1962)
- Questione di soldi (1962)
- L'alcade di Zalameadi di Calderòn de La Barca (1964)
- Gringoire di Theodore de Banville (1964)
- Marco Visconti di Tommaso Grossi, sceneggiatura di Alfio Valdarnini (1965)
- Il campionario (1965)
- Un'avventura londinese (1966)
- Tre camerati di Erich Maria Remarque (1968)
- Una penna senza inchiostro di Erich Maria Remarque (1968)
- Un'avventura a Budapest di Ferenc Körmendi (1969)
- I plebei provano la rivolta di Günter Grass (1970)
- Concerto per quattro voci di Heinrich Böll (1970)
- I rubini di Lady Alexandra di Noel Coward (1970)
- Legione straniera di B.Franchi (1971)
- Il gatto sulla spalla (1973)
- Il breve viaggio (1973)
- Storie del bosco viennese di Ödön von Horvath (1973)
- Caligola di Albert Camus (1980)
- Enrico IV di L. Pirandello, 1991

## Teatro di Prosa
- Ferrovia sopraelevata di Dino Buzzati - Teatro delle Novità Bergamo (1955)
- Creatura umana di Vittorio Calvino - teatro Stabile di Napoli (1957)
- Donadieu di Fritz Hochwaelde, - Piazza Vecchia Bergamo Alta (1959)
- Proibito di Tennessee Williams - Auditorium comunale di Ferrara (1959)
- La voce umana di Jean Cocteau - Auditorium comunale di Ferrara (1959)
- Lo scoiattolo di Diego Fabbri - teatro Nuovo di Milano, teatro Eliseo di Roma, teatro La Pergola di Firenze, teatro Carignano di Torino (1963)

## Gallery

con il regista e attore tedesco Gustaf Gründgens nei primi anni cinquanta
con Alberto Moravia durante la prima rappresentazione di "la Gita in Campagna" (Milano, 1954 Teatro La Scala)
Luciano Chailly, Bindo Missiroli (direttore Teatro Donizetti), Dino Buzzati e il regista Enrico Colosimo alla prima di "Ferrovia Sopraelevata" (Bergamo, 1955 Teatro Donizetti)
con Rosanna Carteri brindano dopo il successo della prima rappresentazione di "La Rondine" (Napoli, 1958 Teatro San Carlo)
in una foto di fine anni cinquanta
Telegramma di congratulazioni inviato da Arnoldo Mondadori (fine anni sessanta)
tra Massimo Serato e Alida Valli durante le riprese di Per non somigliarti(1967)
al centro della foto, alle sue spalle Dino Buzzati (fine anni sessanta)
ricevuto da Sua Santità Paolo VI (Città del Vaticano, Sala Nervi, primi anni settanta)